# Miqdad ibn Aswad
Miqdād ibn ʿAmr al-Bahrāʾī, più noto come Miqdād ibn Aswad al-Kindī (in arabo مقداد بن عمرو البهرائي‎?; Yemen, 585 – al-Juruf, 653), è stato un generale arabo e anche un Sahaba.
Ricordato dagli sciiti come uno dei quattro musulmani più intimi di 'Ali ibn Abi Talib e come un perfetto esempio di fedele, fu tra gli Emigranti che non concessero nel 632 la bayʿa ad Abū Bakr dopo la sua acclamazione nella Saqīfa dei Banū Sāʿida.

## Origine
Miqdād apparteneva alla tribù araba dei Bahrāʾ, da cui si era dovuto allontanare per gravi avvenimenti di sangue che l'avevano visto protagonista. Si trasferì a vivere alla Mecca, dove divenne un ḥalīf (alleato) dei Banū Zuhra, dopo essere stato adottato da al-Aswad b. ʿAbd Yaghūth al-Zuhrī, tanto che la popolazione prese a chiamarlo Miqdād ibn Aswad al-Kindī (in arabo مقداد بن اسود ﺍﻟﻜﻨﺪﻱ‎?) e poi, dal nome del padre, Miqdād b. [ʿAmr] Thaʿlaba.
Divenne musulmano all'età di 24 anni, mantenendo segreta la sua adesione alla religione predicata da Maometto.

## Fedeltà all'Islam
Quando gli fu indicato di compiere l'Egira, Miqdād ibn Aswad al-Kindī aveva già partecipato col suo amico ʿAbd Allāh b. Masʿūd alla Piccola Egira in Abissinia.

Affratellato con Jabr b. ʿAtīq, si legò ad ʿAlī b, Abī Ṭālib ed era assai devoto al Profeta Maometto. Dette dimostrazione della sua lealtà al Profeta prima della battaglia di Badr, quando affermò: "Apostolo di Allāh, vai e ubbidisci al comando di Allāh! Noi ti sosterremo! Per Allāh, vogliamo dire come si dice che gli Ebrei abbiano detto al loro profeta: Tu e il tuo Signore, andate e combattete! Noi resteremo qui con te! Noi diciamo: Tu e il tuo Signore, andate e combattete, noi ti sosterremo!"
Era uno dei pochi cavalieri delle forze musulmane e un provetto arciere, al pari di Saʿd b. Abī Waqqāṣ e di Zayd b. Ḥāritha, tanto da ricoprire ruoli di comando sotto l'Uḥud e nella Ghazwat al-Ghāba, in cui guidò la cavalleria musulmana.

Prese parte alle operazioni di conquista della Siria, specialmente a Ḥimṣ. Miqdād operò agli ordini di ʿAnr b. al-ʿĀṣ in Egitto e conquistò il porto di Damietta (Dumyāṭ). Una delle sue ultime partecipazioni lo vide impegnato nel 649 in un'incursione contro l'isola di Cipro, quando governatore di Siria era Muʿāwiya b. Abī Sufyān.
Di Miqdād ibn Aswad al-Kindī - che aveva sposato la cugina del Profeta, Ḍibāʿa bt. al-Zubayr b. ʿAbd al-Muṭṭalib, da cui ebbe la figlia Karīma - Maometto una volta disse: “Allāh mi ha ordinato di amare quattro (persone), e m'ha detto che Egli stesso le ama. Le persone sono ʿAlī b. Abī Ṭālib, Miqdād, Abū Dharr al-Ghifārī e Salmān al-Fārsī”.
Visse il resto della sua vita a Medina. Nella sua proprietà di al-Juruf, vicino alla capitale califfale, morì neppure settantenne. Fu inumato nel Baqīʿ al-Gharqad